# Mihaela Dermastia
Mihaela Dermastia (roj. Jerman; partizansko ime Mara), slovenska prvoborka, gospodarstvenica in družbenopolitična delavka, * 11. oktober, 1912, Radomlje, † 1. december 1984, Ljubljana.
Pred drugo svetovno vojno je bila dejavna v Zvezi delavskih žena in deklet ter v pokrajinskem odboru Ljudske pomoči. Leta 1939 je postala članica Komunistične partije Slovenije. Poleti 1941 je vstopila v narodnoosvobodilni boj in prevzela nalogo intendanta v Kamniškem bataljonu; to nalogo je potem opravljala še v več drugih partizanskih enotah. Leta 1943 je v Glavnem štabu Narodnoosvobodilne vojske in partizanskih odredov Slovenije postala načelnica ekonomskega oddelka, od jeseni 1944 pa je vodila finančni oddelek Vrhovnega štaba narodnoosvobodilne vojske in partizanskih odredov Jugoslavije. V prvih letih po koncu vojne je opravljala odgovorne funkcije na gospodarskem področju na ministrstvih in glavnih direkcijah v Beogradu. Po vrnitvi v Ljubljano je bila med drugim tudi glavna direktorica Slovenijalesa in predsednica Trgovinske zbornice Slovenije. Prejela je več državnih odlikovanj.

## Odlikovanja
- red za hrabrost
- red zaslug za ljudstvo s srebrnimi žarki
- red partizanske zvezde s puškama
- partizanska spomenica 1941